# Clasificación africana para la Copa Mundial de Rugby de 1991
La clasificación del continente africano para la Copa Mundial de Rugby fue una serie de partidos internacionales disputados por las selecciones nacionales masculinas pertenecientes a Rugby Afrique.
El continente americano contó con un cupo directo a Inglaterra 1991 que fue obtenido por el seleccionado de Zimbabue.

## Desarrollo

### Tabla de posiciones
|  | Clasificado a la RWC 1991 |

| Pos. | Equipo          | Encuentros | Encuentros | Encuentros | Encuentros | Tantos  | Tantos    | Tantos     | Puntos |
| Pos. | Equipo          | jugados    | ganados    | empatados  | perdidos   | a favor | en contra | diferencia | Puntos |
| ---- | --------------- | ---------- | ---------- | ---------- | ---------- | ------- | --------- | ---------- | ------ |
| 1    | Zimbabue        | 3          | 3          | 0          | 0          | 62      | 22        | +40        | 9      |
| 2    | Túnez           | 3          | 2          | 0          | 1          | 31      | 34        | -12        | 7      |
| 3    | Marruecos       | 3          | 1          | 0          | 2          | 23      | 36        | -13        | 5      |
| 4    | Costa de Marfil | 3          | 0          | 0          | 3          | 20      | 45        | -25        | 3      |

### Encuentros
| 5 de mayo de 1990 | Túnez | 16 - 12 | Marruecos | Harare, Zimbabue |  |

| 5 de mayo de 1990 | Zimbabue | 22 - 9 | Costa de Marfil | Harare, Zimbabue |  |

| 8 de mayo de 1990 | Túnez | 12 - 7 | Costa de Marfil | Harare, Zimbabue |  |

| 8 de mayo de 1990 | Zimbabue | 16 - 0 | Marruecos | Harare, Zimbabue |  |

| 12 de mayo de 1990 | Costa de Marfil | 4 - 11 | Marruecos | Harare, Zimbabue |  |

| 12 de mayo de 1990 | Zimbabue | 24 - 13 | Túnez | Harare, Zimbabue |  |